# جيرامي
جيرامي (3 سبتمبر 1979 بسنغافورة - ) هو لاعب كرة قدم سنغافوري في مركز الهجوم. شارك مع منتخب سنغافورة لكرة القدم. أما مع النوادي، فقد لعب مع تانجونغ باغار يونايتد ونادي غيلانغ إنترناشونال ونادي هوم يونايتد ونادي واريورز ووودلاندز ويلينغتون ويانج لايونز.

## مسيرته الكروية
لعب جيرامي خلال مسيرته الاحترافية مع 6 أندية في تسعة مواسم وسجل خلالها 55 هدفًا ضمن 213 مباراة. حيث فاز في موسم واحد بالكأس ولم يفز بأي دوري.
خاض جيرامي مسيرته مع نادي واريورز ما بين عامي 2001 و2002 لمدة موسم واحد، مشاركًا في 17 مباراة سجل خلالها 6 أهداف. ثم انتقل إلى نادي تانجونغ باغار يونايتد في عامي 2002-2004 ولمدة موسمين، حيث شارك في 66 مباراة سجل خلالها 27 هدفًا. لينتقل بعدها إلى نادي يانج لايونز ما بين عامي 2004 و2005 لمدة موسم واحد، مشاركًا في 24 مباراة سجل خلالها 5 أهداف. ثم انتقل إلى نادي هوم يونايتد في عامي 2005-2007 في المرة الأولى ولمدة موسمين ثم ما بين عامي 2009 و2010 لمدة موسم واحد، مشاركًا طوالها في 57 مباراة سجل خلالها 12 هدفًا. هذا وانتقل لاحقًا إلى نادي غيلانغ إنترناشونال ما بين عامي 2007 و2008 لمدة موسم واحد، مشاركًا في 22 مباراة سجل خلالها 3 أهداف. ثم انتقل بعدها إلى نادي وودلاندز ويلينغتون ما بين عامي 2008 و2009 لمدة موسم واحد، مشاركًا في 27 مباراة سجل خلالها هدفين.

## روابط خارجية
- جيرامي على موقع قاعدة بيانات كرة القدم.إي يو (الإنجليزية)
- جيرامي على موقع ناشيونال فوتبول تيمز (الإنجليزية)
- جيرامي على موقع Soccerway.com (الإنجليزية)